# Tập quán pháp
Tập quán pháp là những tập quán của cộng đồng được nhà nước thừa nhận, nâng lên thành luật.

## Đặc điểm
Tập quán pháp bắt nguồn từ những tập tục đã lưu truyền trong xã hội, được hình thành một cách tự phát, mang tính bảo thủ cao, ít biến đổi. Tập quán pháp không phải do cơ quan quyền lực nhà nước cao nhất ban hành, không thể phản ánh tập trung và đầy đủ được ý chí, lợi ích của cộng đồng, không đảm bảo được một trong những yêu cầu quan trọng nhất của nguyên tắc pháp chế là triệt để tôn trọng giá trị pháp lý cao nhất của Hiến pháp.
Ở Việt Nam, Nhà nước cũng thừa nhận và nâng lên thành pháp luật một số tập quán thể hiện văn hóa truyền thống tốt đẹp của dân tộc như: Giỗ Tổ Hùng Vương...
Tập quán pháp mang tính cưỡng chế. Tập quán pháp là thói quen hình thành từ đời sống hay từ truyền thống văn hoá xã hội trong một thời gian dài. Thói quen này được thiết lập bởi cộng đồng và trở thành khuôn mẫu của hành vi mà trong đó, quyền và nghĩa vụ của các thành viên trong cộng đồng được chấp nhận và tuân thủ một cách tự giác. Tập quán pháp được sử dụng như một nguồn hỗ trợ cho pháp luật nhà nước, góp phần điều chỉnh các quan hệ xã hội trong một địa phương.